# Rinascita Basket Rimini 2022-2023
Questa voce raccoglie le informazioni riguardanti Rinascita Basket Rimini, sponsorizzata RivieraBanca, nelle competizioni ufficiali della stagione 2022-2023.

## Stagione
La città di Rimini torna a militare nella seconda serie nazionale per la prima volta da quando – al termine della stagione 2010-2011 – gli allora Crabs non si erano iscritti al successivo campionato di Legadue.
Dall'annata della promozione, nel roster di coach Ferrari vengono confermati rispettivamente il nuovo capitano Arrigoni, Tassinari, Masciadri, Scarponi e Bedetti (per quest'ultimo viene pagata una tassa tale da poter tesserare l'ottavo senior). Il capitano Tommaso Rinaldi, il cui contratto da giocatore non viene rinnovato, si ritira e diventa club manager della squadra. Le due caselle per i giocatori extracomunitari vengono occupate dal centro puro Derek Ogbeide e dalla guardia di 178 cm Jazz Johnson. Il riminese Meluzzi ritorna dopo i cinque anni trascorsi tra Tortona e Chieti. Vengono inoltre ingaggiati l'ala italiana di origine nigeriana Anumba e l'ala-centro beninese di formazione italiana D'Almeida.
L'avvio della stagione non è positivo, visto che nelle prime sette giornate arriva una sola vittoria (in casa contro Ferrara) a fronte di sei sconfitte.
Il 23 novembre viene ufficializzato l'arrivo da Scafati dell'ala-centro Aristide Landi. Visti anche i regolamenti sui giocatori senior schierabili, Landi prende il posto di Arrigoni, il quale pochi giorni più tardi scende in Serie B firmando con Montecatini.
Nel frattempo, dall'8ª alla 12ª giornata, la squadra inverte la tendenza e riesce a vincere quattro partite su cinque. Il girone di andata termina con la netta sconfitta a Pistoia, partita in cui Ogbeide rimane fuori causa per un problema al ginocchio. Il girone di ritorno si apre con una vittoria di misura in casa su San Severo, poi il 2023 inizia con il derby in trasferta che vede Forlì imporsi, in una partita in cui Johnson scende in campo con problemi respiratori causati da un attacco influenzale mentre Ogbeide gioca convivendo con il distaccamento del legamento collaterale.
A inizio marzo il Kleb Basket Ferrara si ritira dal campionato per problemi economici, e la classifica viene ridisegnata. Rimini, che stava lottando per il quinto posto, si ritrova dunque con quattro punti in meno, avendo battuto gli estensi sia all'andata che al ritorno.
La salvezza matematica viene raggiunta alla quartultima partita, con il successo casalingo del 5 marzo su Nardò.
Nonostante i quattro punti in meno dovuti al ritiro di Ferrara, la squadra lotta comunque fino all'ultima giornata per raggiungere il 6º posto (che, in base al format del campionato, consentirebbe di giocare la seconda fase insieme alle altre squadre dei due gironi classificate tra il 4º e il 6º posto, con conseguente posizionamento migliore nella griglia play-off) senza però riuscirci. La regular season termina infatti con un 7º posto.
Per la seconda fase, Rimini viene dunque inserita in un gruppo composto dalle tre squadre piazzatesi dal 7º al 9º posto nel girone rosso e dalle altre tre piazzatesi dal 7º al 9º posto nel girone verde. Su sei squadre, le migliori quattro accedono ai play-off.
Considerando che vengono conservati i punti degli scontri diretti già disputati in regular season, i ragazzi di coach Ferrari cominciano questa fase con un "tesoretto" di partenza di 6 punti in classifica, frutto delle due vittorie precedentemente ottenute contro Nardò (8ª classificata) e della vittoria interna contro Chiusi (9ª classificata). Le nuove squadre da affrontare sono quelle piazzatesi allo stesso livello nell'altro girone di regular season, ovvero Agrigento, Trapani e Latina.
Nella prima gara della seconda fase, al Flaminio contro Latina, Rimini perde per infortunio tre giocatori. Il primo è Ogbeide (fino a lì autore di 16,1 punti e 8,9 rimbalzi) che dopo un minuto di gioco subisce una lesione alla spalla e chiude anzitempo la sua stagione, pur rimanendo al fianco dei compagni. Nella stessa partita si fermano tuttavia anche Meluzzi, per via di un ematoma interno alla coscia causato da uno scontro di gioco, e capitan Bedetti, per un problema muscolare al trapezio della spalla destra.
Ai tre giocatori appena menzionati, in occasione della successiva trasferta di Trapani si aggiunge anche l'inutilizzabilità di Johnson, fermato da un virus intestinale il giorno della partita. Nonostante queste pesanti assenze e le rotazioni cortissime, i biancorossi riescono a trovare una preziosa vittoria.
I ragazzi di coach Ferrari affrontano anche le restanti quattro partite della seconda fase senza Ogbeide, Meluzzi e Bedetti, riuscendo ugualmente a centrare la qualificazione ai play-off dopo una nuova vittoria contro Trapani, arrivata questa volta tra le mura amiche.
Il tabellone play-off associa Rimini alla testa di serie Treviglio, formazione composta in parte da giocatori ex nazionali azzurri, scudettati o con un passato nella massima serie. Rientra l'acciaccato Bedetti, mentre Ogbeide e Meluzzi continuano ad essere inutilizzabili. Nonostante ciò, in gara 1 in Lombardia sono i biancorossi ad imporsi a sorpresa, grazie anche ai 28 punti con 8/13 da tre da parte di Tassinari. In gara 2 arriva la netta reazione della squadra trevigliese. In vista di gara3 e di gara 4 la serie si sposta al Flaminio, dove però in entrambe le occasioni prevale il livello della squadra ospite.

## Organigramma societario
Area dirigenziale
- Presidente: Paolo Maggioli
- Amministratore delegato: Paolo Carasso

Area comunicazione
- Responsabile comunicazione: Simone Campanati
- Addetto stampa: Marco Rinaldi (fino al 1º dicembre), Stefano Zavagli (dal 1º dicembre)

Area sportiva
- Direttore sportivo: Davide Turci
- Team manager: Matteo Panzeri
- Club manager: Tommaso Rinaldi
- Dirigente accompagnatore: Fabrizio Bartolini

Area tecnica
- Allenatore: Mattia Ferrari
- Vice allenatore: Mauro Zambelli
- Assistente allenatore: Larry Middleton

Area sanitaria
- Responsabile area medica: Eraldo Berardi
- Medico sul campo: Marco Montanari
- Preparatore atletico: Marco Bernardi
- Massofisioterapista: Diego Bartolini
- Osteopata: Filippo Saulle

## Roster
| Rinascita Basket Rimini 2022-2023 | Rinascita Basket Rimini 2022-2023 |
| Giocatori                         | Staff tecnico                     |
| --------------------------------- | --------------------------------- |

| N. | Naz.                                   | Ruolo | Nome                  | Anno | Alt.   | Peso   |  |
| -- | -------------------------------------- | ----- | --------------------- | ---- | ------ | ------ |  |
| 0  | Italia (bandiera)                      | P     | Andrea Tassinari      | 1996 | 187 cm | 75 kg  |  |
| 3  | Italia (bandiera)                      | A     | Simon Anumba          | 1996 | 193 cm | 102 kg |  |
| 4  | Italia (bandiera)                      | P     | Davide Meluzzi        | 1998 | 180 cm | 75 kg  |  |
| 8  | Italia (bandiera)                      | G     | Alessandro Scarponi   | 2004 | 195 cm | 82 kg  |  |
| 11 | Italia (bandiera)                      | A     | Stefano Masciadri     | 1989 | 200 cm | 100 kg |  |
| 12 | Italia (bandiera)                      | AC    | Marco Arrigoni (C)    | 1991 | 198 cm | 102 kg |  |
| 13 | Benin (bandiera) · Italia (bandiera)   | AC    | Ursulo D'Almeida      | 2001 | 200 cm | 95 kg  |  |
| 14 | Italia (bandiera)                      | A     | Francesco Bedetti (C) | 1993 | 195 cm | 89 kg  |  |
| 22 | Stati Uniti (bandiera)                 | G     | Jazz Johnson          | 1996 | 178 cm | 86 kg  |  |
| 34 | Nigeria (bandiera) · Canada (bandiera) | C     | Derek Ogbeide         | 1997 | 206 cm | 113 kg |  |
| 35 | Italia (bandiera)                      | AC    | Aristide Landi        | 1994 | 203 cm | 107 kg |  |

| Allenatore |
| - Mattia Ferrari |
| Assistente/i |
| - Mauro Zambelli - Larry Middleton Legenda - (C) Capitano - (IN) Inattivo - Infortunato Roster Aggiornato al: 30 giugno 2023 |

## Mercato

### Sessione estiva
| Acquisti | Acquisti         | Acquisti       | Acquisti       | Acquisti |
| R.       | Nome             | da             | Data           |          |
| -------- | ---------------- | -------------- | -------------- | -------- |
| P        | Davide Meluzzi   | Chieti 1974    | 13 luglio 2022 |          |
| AC       | Ursulo D'Almeida | Blu Treviglio  | 15 luglio 2022 |          |
| C        | Derek Ogbeide    | Konyaspor      | 19 luglio 2022 |          |
| A        | Simon Anumba     | Tigers Cesena  | 22 luglio 2022 |          |
| G        | Jazz Johnson     | Pistoia Basket | 29 luglio 2022 |          |

| Cessioni | Cessioni            | Cessioni              | Cessioni       | Cessioni |
| R.       | Nome                | a                     | Data           |          |
| -------- | ------------------- | --------------------- | -------------- | -------- |
| P        | Domenico D'Argenzio | LUISS Roma            | 6 luglio 2022  |          |
| GA       | Guido Scali         | Sant’Antimo           | 6 luglio 2022  |          |
| G        | Andrea Saccaggi     | Libertas Livorno 1947 | 16 luglio 2022 |          |
| C        | Tommaso Rinaldi     | fine carriera         | 25 luglio 2022 |          |
| C        | Luca Fabiani        | Brianza Casa Bk.      | 28 luglio 2022 |          |
| G        | Borislav Mladenov   | Virtus Imola          | 2 agosto 2022  |          |
| P        | Eugenio Rivali      | Santarcangelo         | 22 agosto 2022 |          |

### Dopo l'inizio della stagione
| Acquisti | Acquisti       | Acquisti       | Acquisti         | Acquisti |
| R.       | Nome           | da             | Data             |          |
| -------- | -------------- | -------------- | ---------------- | -------- |
| AC       | Aristide Landi | Scafati Basket | 23 novembre 2023 |          |

| Cessioni | Cessioni       | Cessioni           | Cessioni         | Cessioni |
| R.       | Nome           | a                  | Data             |          |
| -------- | -------------- | ------------------ | ---------------- | -------- |
| AC       | Marco Arrigoni | Herons Montecatini | 30 novembre 2023 |          |

## Risultati

### Campionato

#### Stagione regolare

##### Girone di andata
| Arbitri: | Mauro Moretti (Marsciano) Andrea Longobucco (Ciampino) Marco Attard (Firenze) |

|                                |            |                                  |
| Bogliardi 16 Fabi 13 Wilson 11 | Punti      | 19 Johnson 16 Ogbeide 11 Meluzzi |
| Čepić 5                        | Assist     | 4 Johnson                        |
| Lupusor 7                      | Rimbalzi   | 7 Ogbeide                        |
| Damiano Pilot                  | Allenatori | Mattia Ferrari                   |

| Arbitri: | Gianluca Gagliardi (Anagni) Lorenzo Grazia (Bergamo) Francesco Praticò (Reggio Calabria) |

|                                             |            |                                                 |
| Johnson 29 Ogbeide 14 D'Almeida, Scarponi 8 | Punti      | 22 Valentini 16 Cinciarini, Adrian 13 Benvenuti |
| Meluzzi 2                                   | Assist     | 4 Raivio                                        |
| Ogbeide 10                                  | Rimbalzi   | 5 Adrian, Raivio, Gazzotti, Valentini           |
| Mattia Ferrari                              | Allenatori | Antimo Martino                                  |

| Arbitri: | Andrea Masi (Firenze) Alex D'Amato (Tivoli) Stefano De Biase (Udine) |

|                                                         |            |                                    |
| Marks 20 Tomassini, Zampini, Archie 13 Toscano, Berti 7 | Punti      | 19 Johnson 15 Tassinari 11 Ogbeide |
| Zampini 5                                               | Assist     | 3 Johnson                          |
| Archie, Toscano, Berti 9                                | Rimbalzi   | 7 Ogbeide                          |
| Matteo Mecacci                                          | Allenatori | Mattia Ferrari                     |

| Arbitri: | Stefano Wassermann (Trieste) Salvatore Nuara (Treviso) Pierluigi Marzo (Lecce) |

|                                              |            |                                 |
| Ogbeide 16 Johnson 15 Tassinari, Scarponi 12 | Punti      | 22 Cleaves 14 Smith 11 Jerković |
| Tassinari 6                                  | Assist     | 4 Amici                         |
| Ogbeide 15                                   | Rimbalzi   | 9 Smith                         |
| Mattia Ferrari                               | Allenatori | Spiro Leka                      |

| Arbitri: | Francesco Terranova (Ferrara) Nicholas Pellicani (Ronchi dei Legionari) Luca Attard (Priolo Gargallo) |

|                                  |            |                                 |
| Johnson 15 Meluzzi 14 Ogbeide 12 | Punti      | 18 Sherrill 13 Mussini 12 Cusin |
| Meluzzi 4                        | Assist     | 4 Sherrill                      |
| Johnson 6                        | Rimbalzi   | 9 Gaspardo                      |
| Mattia Ferrari                   | Allenatori | Matteo Boniciolli               |

| Arbitri: | Angelo Caforio (Brindisi) Alberto Perocco (Ponzano Veneto) Marco Marzulli (Pisa) |

|                                         |            |                                            |
| Medford 29 Raffaelli 8 Bolpin 7         | Punti      | 21 Ogbeide 20 Johnson 9 Masciadri, Meluzzi |
| Martini, van Eyck, Raffaelli, Medford 2 | Assist     | 7 Johnson                                  |
| Raffaelli, Medford 6                    | Rimbalzi   | 9 Ogbeide                                  |
| Giovanni Bassi                          | Allenatori | Mattia Ferrari                             |

| Arbitri: | Stefano Ursi (Livorno) Michele Cosimo Pio Capurro (Reggio Calabria) Vincenzo Di Martino (Santa Maria la Carità) |

|                                             |            |                                      |
| Aradori 18 Italiano 17 Cucci, Fantinelli 14 | Punti      | 18 Tassinari 13 Masciadri 10 Johnson |
| Fantinelli 5                                | Assist     | 5 Johnson                            |
| Fantinelli 9                                | Rimbalzi   | 9 Ogbeide                            |
| Luca Dalmonte                               | Allenatori | Mattia Ferrari                       |

| Arbitri: | Alessio Dionisi (Fabriano) Giulio Giovannetti (Rivoli) Alberto Morassutti (Gradisca d'Isonzo) |

|                                            |            |                                |
| Johnson 27 Ogbeide, Anumba 14 Tassinari 12 | Punti      | 17 Miles 15 Ross 10 Cortese    |
| Johnson 5                                  | Assist     | 2 Cortese, Calzavara, Criconia |
| Ogbeide 16                                 | Rimbalzi   | 6 Ross                         |
| Mattia Ferrari                             | Allenatori | Giorgio Valli                  |

| Arbitri: | Roberto Radaelli (Rho) Alex D'Amato (Tivoli) Fabio Binotto (Ravenna) |

|                                     |            |                                             |
| Jackson 22 Ancellotti 13 Vrankic 10 | Punti      | 21 Ogbeide 18 Johnson 11 Masciadri, Meluzzi |
| Ancellotti, Bartoli 4               | Assist     | 8 Johnson                                   |
| Ancellotti 10                       | Rimbalzi   | 10 Ogbeide                                  |
| Stefano Rajola                      | Allenatori | Mattia Ferrari                              |

| Arbitri: | Stefano Wassermann (Trieste) Salvatore Nuara (Treviso) Pierluigi Marzo (Lecce) |

|                                    |            |                                           |
| Johnson 19 Ogbeide 16 Masciadri 13 | Punti      | 19 Clarke 15 Dell'Agnello 12 Pepper, Rota |
| Johnson 6                          | Assist     | 6 Pepper                                  |
| Masciadri 7                        | Rimbalzi   | 6 Nikolić, Rota                           |
| Mattia Ferrari                     | Allenatori | Stefano Pillastrini                       |

| Arbitri: | Mauro Moretti (Marsciano) Mattia Eugenio Martellosio (Buccinasco) Massimiliano Spessot (Gradisca d'Isonzo) |

|                              |            |                                    |
| Smith 40 Poletti 15 Borra 13 | Punti      | 24 Ogbeide 21 Johnson 18 Masciadri |
| Poletti, Vašl 6              | Assist     | 9 Johnson                          |
| Borra 5                      | Rimbalzi   | 12 Ogbeide                         |
| Gennaro Di Carlo             | Allenatori | Mattia Ferrari                     |

| Arbitri: | Enrico Boscolo Nale (Chioggia) Jacopo Pazzaglia (Pesaro) Christian Mottola (Taranto) |

|                                    |            |                                 |
| Johnson 20 Masciadri 18 Ogbeide 14 | Punti      | 21 Anthony 20 Musso 10 Bonacini |
| Bedetti 4                          | Assist     | 5 Anthony                       |
| Ogbeide 9                          | Rimbalzi   | 5 Petrović                      |
| Mattia Ferrari                     | Allenatori | Alessandro Lotesoriere          |

| Arbitri: | Gianluca Gagliardi (Anagni) Stefano De Biase (Udine) Fulvio Grappasonno (Lanciano) |

|                                        |            |                               |
| Del Chiaro 15 Della Rosa 13 Varnado 12 | Punti      | 24 Johnson 11 Anumba 10 Landi |
| Della Rosa 6                           | Assist     | 3 Johnson                     |
| Wheatle 12                             | Rimbalzi   | 7 D'Almeida                   |
| Nicola Brienza                         | Allenatori | Mattia Ferrari                |

##### Girone di ritorno
| Arbitri: | Andrea Agostino Chersicla (Oggiono) Moreno Almerigogna (Trieste) Michele Centonza (Grottammare) |

|                                  |            |                                |
| Johnson 23 Meluzzi 20 Ogbeide 14 | Punti      | 26 Raivio 22 Fabi 13 Bogliardi |
| Johnson 8                        | Assist     | 3 Wilson, Bogliardi            |
| Ogbeide 11                       | Rimbalzi   | 5 Raivio                       |
| Mattia Ferrari                   | Allenatori | Damiano Pilot                  |

| Arbitri: | Enrico Bartoli (Trieste) Valerio Salustri (Roma) Andrea Cassinadri (Bibbiano) |

|                                      |            |                                 |
| Adrian 19 Valentini 18 Cinciarini 12 | Punti      | 18 Ogbeide 15 Anumba 10 Bedetti |
| Penna 5                              | Assist     | 4 Bedetti, Tassinari            |
| Adrian 8                             | Rimbalzi   | 5 Ogbeide                       |
| Antimo Martino                       | Allenatori | Mattia Ferrari                  |

| Arbitri: | Giacomo Dori (Mirano) Gian Lorenzo Miniati (Firenze) Fabio Ferretti (Nereto) |

|                                |            |                               |
| Johnson 27 Ogbeide 15 Landi 13 | Punti      | 28 Marks 12 Archie 10 Mussini |
| Johnson 7                      | Assist     | 2 Tomassini, Moreno, Marks    |
| Ogbeide 10                     | Rimbalzi   | 5 Ulaneo, Marks               |
| Mattia Ferrari                 | Allenatori | Matteo Mecacci                |

| Arbitri: | Marco Vita (Ancona) Matteo Lucotti (Binasco) Nicholas Pellicani (Ronchi dei Legionari) |

|                                   |            |                                 |
| Cleaves 20 Jerković 18 Campani 12 | Punti      | 27 Johnson 17 Ogbeide 13 Anumba |
| Bertetti 9                        | Assist     | 4 Tassinari, Meluzzi            |
| Smith 5                           | Rimbalzi   | 10 Ogbeide                      |
| Spiro Leka                        | Allenatori | Mattia Ferrari                  |

| Arbitri: | Roberto Radaelli (Rho) Alberto Perocco (Ponzano Veneto) Daniele Calella (Bologna) |

|                                                     |            |                                 |
| Gentile, Briscoe 20 Sherrill 17 Gaspardo, Monaldi 7 | Punti      | 31 Johnson 18 Ogbeide 16 Anumba |
| Gentile 5                                           | Assist     | 3 Johnson                       |
| Gentile 13                                          | Rimbalzi   | 8 Ogbeide                       |
| Carlo Finetti                                       | Allenatori | Mattia Ferrari                  |

| Arbitri: | Stefano Ursi (Livorno) Pasquale Pecorella (Trani) Christian Mottola (Taranto) |

|                                       |            |                                                                              |
| Johnson, Ogbeide 16 Landi 14 Anumba 9 | Punti      | 10 Bozzetto, Bolpin, Utomi 8 Medford 5 Raucci, Raffaelli, Porfilio, Candotto |
| Johnson 7                             | Assist     | 5 Medford                                                                    |
| Ogbeide 7                             | Rimbalzi   | 5 Bozzetto                                                                   |
| Mattia Ferrari                        | Allenatori | Giovanni Bassi                                                               |

| Arbitri: | Angelo Caforio (Brindisi) Moreno Almerigogna (Trieste) Alberto Morassutti (Gradisca d'Isonzo) |

|                                  |            |                                 |
| Ogbeide 19 Meluzzi 16 Johnson 15 | Punti      | 26 Thornton 15 Aradori 12 Davis |
| Johnson, Tassinari 5             | Assist     | 7 Fantinelli                    |
| Ogbeide 9                        | Rimbalzi   | 8 Aradori                       |
| Mattia Ferrari                   | Allenatori | Luca Dalmonte                   |

| Arbitri: | Valerio Salustri (Roma) Calogero Cappello (Porto Empedocle) Massimiliano Spessot (Gradisca d'Isonzo) |

|                                                  |            |                                   |
| Miles 19 Ross, Janelidze 11 Cortese, Iannuzzi 10 | Punti      | 27 Johnson 18 Ogbeide 9 Tassinari |
| Calzavara 4                                      | Assist     | 5 Johnson                         |
| Iannuzzi 9                                       | Rimbalzi   | 10 Masciadri                      |
| Nicolas Zanco                                    | Allenatori | Mattia Ferrari                    |

| Arbitri: | Mattia Eugenio Martellosio (Buccinasco) Paolo Puccini (Genova) Fabio Bonotto (Ravenna) |

|                                 |            |                                                |
| Ogbeide 16 Johnson 15 Bedetti 9 | Punti      | 13 Jackson, Roderick 8 Ancellotti 7 Mastellari |
| Meluzzi 6                       | Assist     | 3 Roderick, Bartoli                            |
| Ogbeide 13                      | Rimbalzi   | 10 Serpilli                                    |
| Mattia Ferrari                  | Allenatori | Stefano Rajola                                 |

| Cividale del Friuli 25 febbraio 2023, ore 20:00 23ª giornata | UEB Gesteco Cividale | – Rinviata per la convocazione in nazionale di Redivo di Cividale | RivieraBanca Rimini | PalaGesteco |

| Arbitri: | Marco Vita (Ancona) Francesco Terranova (Ferrara) Marco Marzulli (Pisa) |

|                                    |            |                                    |
| Johnson 21 Meluzzi 14 Masciadri 11 | Punti      | 20 Poletti 16 Baldasso 14 La Torre |
| Johnson 5                          | Assist     | 3 Poletti, Zugno                   |
| Masciadri, Johnson, Anumba 7       | Rimbalzi   | 11 Stojanović                      |
| Mattia Ferrari                     | Allenatori | Gennaro Di Carlo                   |

| Arbitri: | Enrico Bartoli (Trieste) Mauro Moretti (Marsciano) Marco Barbiero (Milano) |

|                                 |            |                               |
| Pepper 31 Battistini 18 Rota 17 | Punti      | 19 Ogbeide 13 Johnson 9 Landi |
| Redivo 13                       | Assist     | 6 Johnson                     |
| Pepper, Battistini 7            | Rimbalzi   | 11 Ogbeide                    |
| Stefano Pillastrini             | Allenatori | Mattia Ferrari                |

| Arbitri: | Giacomo Dori (Mirano) Valerio Salustri (Roma) Nicolò Bertuccioli (Pesaro) |

|                                    |            |                                    |
| Bonacini 19 Petrović 14 Vrankic 13 | Punti      | 23 Johnson 15 Ogbeide 13 Masciadri |
| Anthony 7                          | Assist     | 5 Tassinari                        |
| Vrankic 7                          | Rimbalzi   | 9 Masciadri                        |
| Alessandro Lotesoriere             | Allenatori | Mattia Ferrari                     |

| Arbitri: | Stefano Ursi (Livorno) Alessandro Tirozzi (Bologna) Francesco Cassina (Desio) |

|                                             |            |                                            |
| Johnson, Ogbeide 21 Masciadri 9 Tassinari 5 | Punti      | 33 Copeland 11 Allinei, Wheatle 7 Saccaggi |
| Johnson 5                                   | Assist     | 2 Wheatle                                  |
| Ogbeide 12                                  | Rimbalzi   | 7 Wheatle                                  |
| Mattia Ferrari                              | Allenatori | Nicola Brienza                             |

#### Seconda fase

##### Girone bianco
| Arbitri: | Mauro Moretti (Marsciano) Giulio Giovannetti (Rivoli) Edoardo Ugolini (Forlì) |

|                                    |            |                                    |
| Johnson 26 Tassinari 15 Meluzzi 13 | Punti      | 20 Cleaves 17 Moretti 13 Rodríguez |
| Bedetti, Meluzzi 3                 | Assist     | 10 Cleaves                         |
| Masciadri, Anumba 9                | Rimbalzi   | 7 Cicchetti, Moretti               |
| Mattia Ferrari                     | Allenatori | Franco Gramenzi                    |

| Arbitri: | Roberto Radaelli (Rho) Marco Barbiero (Milano) Lorenzo Grazia (Bergamo) |

|                                          |            |                                   |
| Romeo 18 Mollura, Davis 10 Tsetserukou 8 | Punti      | 20 Tassinari 11 D'Almeida 9 Landi |
| Romeo, Massone 4                         | Assist     | 3 Tassinari, Scarponi             |
| Mollura 7                                | Rimbalzi   | 12 D'Almeida                      |
| Daniele Parente                          | Allenatori | Mattia Ferrari                    |

| Arbitri: | Angelo Caforio (Brindisi) Alberto Perocco (Ponzano Veneto) Vincenzo Di Martino (Santa Maria la Carità) |

|                                   |            |                                |
| Johnson 25 Anumba 15 Masciadri 14 | Punti      | 26 Ambrosin 16 Grande 10 Costi |
| Landi 4                           | Assist     | 5 Chiarastella                 |
| D'Almeida 14                      | Rimbalzi   | 9 Ambrosin                     |
| Mattia Ferrari                    | Allenatori | Devis Cagnardi                 |

| Arbitri: | Mattia Eugenio Martellosio (Buccinasco) Michele Cosimo Pio Capurro (Reggio Calabria) Chiara Maschietto (Treviso) |

|                                             |            |                                            |
| Cleaves 20 Alipiev 15 Cicchetti, Moretti 11 | Punti      | 21 Johnson 14 Landi 6 Masciadri, D'Almeida |
| Cleaves, Moretti 5                          | Assist     | 5 Tassinari                                |
| Moretti 8                                   | Rimbalzi   | 10 D'Almeida                               |
| Franco Gramenzi                             | Allenatori | Mattia Ferrari                             |

| Arbitri: | Andrea Masi (Firenze) Nicholas Pellicani (Ronchi dei Legionari) Daniele Caruso (Milano) |

|                                     |            |                                |
| Johnson 24 Masciadri 12 Tassinari 9 | Punti      | 15 Massone 14 Mollura 13 Renzi |
| Tassinari 5                         | Assist     | 5 Massone                      |
| Masciadri, Anumba 12                | Rimbalzi   | 10 Davis                       |
| Mattia Ferrari                      | Allenatori | Daniele Parente                |

| Arbitri: | Francesco Terranova (Ferrara) Luca Attard (Priolo Gargallo) Luca Bartolini (Fano) |

|                                |            |                                   |
| Ambrosin 20 Grande 18 Marfo 14 | Punti      | 17 Johnson 16 D'Almeida 15 Anumba |
| Costi 3                        | Assist     | 4 Johnson                         |
| Chiarastella 7                 | Rimbalzi   | 17 D'Almeida                      |
| Devis Cagnardi                 | Allenatori | Mattia Ferrari                    |

#### Play-off tabellone argento
| Arbitri: | Alessio Dionisi (Fabriano) Jacopo Pazzaglia (Pesaro) Umberto Tallon (Bologna) |

|                             |            |                                      |
| Clark 23 Marini 13 Vitali 9 | Punti      | 28 Tassinari 15 Masciadri 14 Johnson |
| Vitali 7                    | Assist     | 5 Johnson                            |
| Lombardi 9                  | Rimbalzi   | 11 Anumba                            |
| Alessandro Finelli          | Allenatori | Mattia Ferrari                       |

| Arbitri: | Daniele Alfio Foti (Vittuone) Mattia Eugenio Martellosio (Buccinasco) Nicolò Bertuccioli (Pesaro) |

|                                          |            |                                    |
| Clark 16 Giuri 14 Sacchetti, Lombardi 11 | Punti      | 19 Johnson 10 Tassinari 9 Scarponi |
| Marini 6                                 | Assist     | 3 Tassinari, Scarponi              |
| Marini 8                                 | Rimbalzi   | 9 D'Almeida                        |
| Alessandro Finelli                       | Allenatori | Mattia Ferrari                     |

| Arbitri: | Stefano Wassermann (Trieste) Salvatore Nuara (Treviso) Fulvio Grappasonno (Lanciano) |

|                                  |            |                               |
| Johnson 27 Landi 13 Tassinari 11 | Punti      | 18 Clark 15 Marciuš 14 Marini |
| Johnson 5                        | Assist     | 5 Marini                      |
| Masciadri 8                      | Rimbalzi   | 11 Marciuš                    |
| Mattia Ferrari                   | Allenatori | Alessandro Finelli            |

| Arbitri: | Alessandro Costa (Livorno) Duccio Maschio (Firenze) Michele Centonza (Grottammare) |

|                                               |            |                                   |
| Johnson 23 Masciadri, D'Almeida 9 Tassinari 8 | Punti      | 22 Marini 17 Marciuš 10 Sacchetti |
| Tassinari 4                                   | Assist     | 6 Vitali                          |
| Anumba 7                                      | Rimbalzi   | 8 Marini, Clark, Marciuš          |
| Mattia Ferrari                                | Allenatori | Alessandro Finelli                |

## Statistiche

### Statistiche di squadra
Aggiornate al termine della stagione.
| Competizione               | Punti | In casa | In casa | In casa | In casa | In casa | In trasferta | In trasferta | In trasferta | In trasferta | In trasferta | Totale | Totale | Totale | Totale | Totale | Totale |
| Competizione               | Punti | G       | V       | P       | Ptf     | Pts     | G            | V            | P            | Ptf          | Pts          | G      | V      | P      | Ptf    | Pts    | Diff.  |
| -------------------------- | ----- | ------- | ------- | ------- | ------- | ------- | ------------ | ------------ | ------------ | ------------ | ------------ | ------ | ------ | ------ | ------ | ------ | ------ |
| Serie A2 - Regular season  | 22    | 12      | 7       | 5       | 952     | 896     | 12           | 4            | 8            | 892          | 964          | 24     | 11     | 13     | 1 844  | 1 860  | -16    |
| Serie A2 - Fase a orologio | 10    | 3       | 1       | 2       | 210     | 216     | 3            | 1            | 2            | 188          | 223          | 6      | 2      | 4      | 398    | 439    | -41    |
| Serie A2 - Play-off        | –     | 2       | 0       | 2       | 135     | 162     | 2            | 1            | 1            | 147          | 159          | 4      | 1      | 3      | 282    | 321    | -39    |
| Totale Serie A2            | –     | 17      | 8       | 9       | 1 297   | 1 274   | 17           | 6            | 11           | 1 227        | 1 346        | 34     | 14     | 20     | 2 524  | 2 629  | -105   |
| Supercoppa LNP             | -     | 1       | 1       | 0       | 104     | 67      | 2            | 0            | 2            | 126          | 140          | 3      | 1      | 2      | 230    | 207    | +23    |
| Totale                     | -     | 18      | 9       | 9       | 1 401   | 1 341   | 19           | 6            | 13           | 1 353        | 1 486        | 37     | 15     | 22     | 2 754  | 2 836  | -82    |

### Andamento in campionato

#### Regular season (fino alla rinuncia del Kleb Ferrara)
| Giornata  | 1  | 2  | 3  | 4 | 5  | 6  | 7  | 8  | 9  | 10 | 11 | 12 | 13 | 14 | 15 | 16 | 17 | 18 | 19 | 20 | 21 | 22 | 23 | 24 | 25 | 26 |
| --------- | -- | -- | -- | - | -- | -- | -- | -- | -- | -- | -- | -- | -- | -- | -- | -- | -- | -- | -- | -- | -- | -- | -- | -- | -- | -- |
| Luogo     | T  | C  | T  | C | C  | T  | T  | C  | T  | C  | T  | C  | T  | C  | T  | C  | T  | T  | C  | C  | T  | C  | T  | C  | T  | C  |
| Risultato | P  | P  | P  | V | P  | P  | P  | V  | V  | P  | V  | V  | P  | V  | P  | V  | V  | P  | V  | P  | V  | V  | -  | -  | -  | -  |
| Posizione | 10 | 11 | 12 | 9 | 12 | 14 | 14 | 13 | 12 | 12 | 12 | 11 | 11 | 9  | 9  | 9  | 7  | 7  | 7  | 7  | 7  | 7  | -  | -  | -  | -  |

Legenda:

Luogo: C = Casa; T = Trasferta. Risultato: V = Vittoria; N = Pareggio; P = Sconfitta.

#### Regular season (dopo la rinuncia del Kleb Ferrara)
| Giornata  | 1  | 2  | 3  | 4  | 5  | 6  | 7  | 8  | 9  | 10 | 11 | 12 | 13 | 14 | 15 | 16 | 17 | 18 | 19 | 20 | 21 | 22 | 23 | 24 | 25 | 26 |
| --------- | -- | -- | -- | -- | -- | -- | -- | -- | -- | -- | -- | -- | -- | -- | -- | -- | -- | -- | -- | -- | -- | -- | -- | -- | -- | -- |
| Luogo     | T  | C  | T  | C  | C  | T  | T  | C  | T  | C  | T  | C  | T  | C  | T  | C  | T  | T  | C  | C  | T  | C  | T  | C  | T  | C  |
| Risultato | P  | P  | P  | -  | P  | P  | P  | V  | V  | P  | V  | V  | P  | V  | P  | V  | -  | P  | V  | P  | V  | V  | P  | V  | V  | P  |
| Posizione | 10 | 11 | 11 | 13 | 13 | 13 | 13 | 12 | 11 | 11 | 11 | 11 | 11 | 9  | 9  | 8  | 9  | 10 | 7  | 8  | 8  | 7  | 7  | 7  | 7  | 7  |

Legenda:

Luogo: C = Casa; T = Trasferta. Risultato: V = Vittoria; N = Pareggio; P = Sconfitta.

### Statistiche dei giocatori

#### Serie A2
Aggiornate al termine della stagione.

##### Regular season
| Nome                | G  | Pun | Min | Falli | Falli | Tiri da 2 | Tiri da 2 | Tiri da 2 | Tiri da 3 | Tiri da 3 | Tiri da 3 | Tiri Liberi | Tiri Liberi | Tiri Liberi | Rimbalzi | Rimbalzi | Rimbalzi | Stop | Stop | Palle | Palle | Ass |
| Nome                | G  | Pun | Min | C     | S     | R         | T         | %         | R         | T         | %         | R           | T           | %           | O        | D        | T        | D    | S    | P     | R     | Ass |
| ------------------- | -- | --- | --- | ----- | ----- | --------- | --------- | --------- | --------- | --------- | --------- | ----------- | ----------- | ----------- | -------- | -------- | -------- | ---- | ---- | ----- | ----- | --- |
| Jazz Johnson        | 24 | 479 | 764 | 59    | 138   | 88        | 187       | 47        | 73        | 168       | 43        | 84          | 100         | 84          | 6        | 62       | 68       | 2    | 10   | 70    | 16    | 114 |
| Derek Ogbeide       | 23 | 370 | 611 | 68    | 92    | 159       | 271       | 59        | 0         | 3         | 0         | 52          | 85          | 61          | 75       | 129      | 204      | 20   | 7    | 43    | 12    | 19  |
| Stefano Masciadri   | 23 | 193 | 548 | 53    | 9     | 40        | 70        | 57        | 32        | 71        | 45        | 17          | 21          | 81          | 27       | 94       | 121      | 4    | 2    | 24    | 19    | 21  |
| Davide Meluzzi      | 24 | 168 | 527 | 69    | 54    | 24        | 50        | 48        | 31        | 102       | 30        | 27          | 39          | 69          | 4        | 35       | 39       | 2    | 5    | 27    | 15    | 54  |
| Simon Anumba        | 23 | 148 | 469 | 48    | 39    | 46        | 88        | 52        | 11        | 36        | 31        | 23          | 41          | 56          | 48       | 39       | 87       | 1    | 3    | 26    | 17    | 11  |
| Andrea Tassinari    | 24 | 145 | 542 | 41    | 28    | 27        | 65        | 42        | 24        | 76        | 32        | 19          | 24          | 79          | 11       | 27       | 38       | 0    | 3    | 40    | 12    | 60  |
| Aristide Landi      | 17 | 131 | 321 | 45    | 37    | 17        | 42        | 40        | 18        | 69        | 26        | 43          | 48          | 90          | 12       | 51       | 63       | 1    | 1    | 23    | 10    | 19  |
| Francesco Bedetti   | 24 | 81  | 405 | 46    | 22    | 21        | 38        | 55        | 11        | 37        | 30        | 6           | 6           | 100         | 15       | 43       | 58       | 0    | 4    | 20    | 18    | 30  |
| Alessandro Scarponi | 19 | 54  | 250 | 24    | 11    | 13        | 23        | 57        | 7         | 30        | 23        | 7           | 9           | 78          | 8        | 14       | 22       | 0    | 0    | 7     | 6     | 2   |
| Ursulo D'Almeida    | 24 | 52  | 241 | 29    | 21    | 19        | 46        | 41        | 0         | 0         | 0         | 14          | 24          | 58          | 19       | 41       | 60       | 4    | 0    | 10    | 6     | 2   |
| Marco Arrigoni      | 7  | 18  | 139 | 20    | 7     | 8         | 18        | 44        | 0         | 2         | 0         | 2           | 6           | 33          | 9        | 20       | 29       | 0    | 1    | 7     | 3     | 5   |
| David Sirri         | 2  | 3   | 3   | 1     | 1     | 1         | 1         | 100       | 0         | 0         | 0         | 1           | 1           | 100         | 0        | 0        | 0        | 0    | 0    | 0     | 0     | 0   |
| Elia Morandotti     | 2  | 2   | 5   | 1     | 0     | 1         | 2         | 50        | 0         | 2         | 0         | 0           | 0           | 0           | 0        | 0        | 0        | 0    | 0    | 0     | 0     | 0   |

##### Seconda fase
| Nome                | G | Pun | Min | Falli | Falli | Tiri da 2 | Tiri da 2 | Tiri da 2 | Tiri da 3 | Tiri da 3 | Tiri da 3 | Tiri Liberi | Tiri Liberi | Tiri Liberi | Rimbalzi | Rimbalzi | Rimbalzi | Stop | Stop | Palle | Palle | Ass |
| Nome                | G | Pun | Min | C     | S     | R         | T         | %         | R         | T         | %         | R           | T           | %           | O        | D        | T        | D    | S    | P     | R     | Ass |
| ------------------- | - | --- | --- | ----- | ----- | --------- | --------- | --------- | --------- | --------- | --------- | ----------- | ----------- | ----------- | -------- | -------- | -------- | ---- | ---- | ----- | ----- | --- |
| Jazz Johnson        | 5 | 113 | 172 | 9     | 30    | 17        | 44        | 39        | 17        | 47        | 36        | 28          | 36          | 78          | 1        | 6        | 7        | 0    | 7    | 13    | 5     | 12  |
| Andrea Tassinari    | 6 | 64  | 210 | 15    | 21    | 9         | 18        | 50        | 13        | 44        | 30        | 7           | 8           | 88          | 5        | 12       | 17       | 0    | 1    | 15    | 7     | 21  |
| Simon Anumba        | 6 | 54  | 217 | 10    | 14    | 22        | 36        | 61        | 0         | 12        | 0         | 10          | 15          | 67          | 27       | 29       | 56       | 4    | 1    | 16    | 4     | 5   |
| Stefano Masciadri   | 6 | 48  | 171 | 14    | 8     | 8         | 14        | 57        | 9         | 22        | 41        | 5           | 7           | 71          | 9        | 30       | 39       | 1    | 0    | 7     | 6     | 6   |
| Ursulo D'Almeida    | 6 | 45  | 138 | 17    | 19    | 15        | 34        | 44        | 0         | 1         | 0         | 15          | 20          | 75          | 21       | 43       | 64       | 2    | 1    | 14    | 0     | 1   |
| Aristide Landi      | 6 | 40  | 128 | 14    | 18    | 7         | 20        | 35        | 3         | 31        | 10        | 17          | 21          | 81          | 10       | 22       | 32       | 0    | 0    | 7     | 2     | 8   |
| Alessandro Scarponi | 6 | 21  | 119 | 10    | 2     | 6         | 14        | 43        | 2         | 17        | 12        | 3           | 5           | 60          | 1        | 12       | 13       | 0    | 1    | 8     | 0     | 6   |
| Davide Meluzzi      | 1 | 13  | 23  | 4     | 1     | 2         | 2         | 100       | 3         | 7         | 43        | 0           | 0           | 0           | 0        | 1        | 1        | 0    | 0    | 5     | 1     | 3   |
| Francesco Bedetti   | 1 | 0   | 10  | 1     | 1     | 0         | 0         | 0         | 0         | 1         | 0         | 0           | 0           | 0           | 0        | 2        | 2        | 0    | 0    | 1     | 1     | 3   |
| Derek Ogbeide       | 1 | 0   | 2   | 1     | 0     | 0         | 0         | 0         | 0         | 0         | 0         | 0           | 0           | 0           | 0        | 0        | 0        | 0    | 0    | 0     | 0     | 1   |
| Elia Morandotti     | 3 | 0   | 10  | 2     | 0     | 0         | 0         | 0         | 0         | 0         | 0         | 0           | 0           | 0           | 0        | 0        | 0        | 0    | 0    | 2     | 0     | 0   |

##### Play-off
| Nome                | G | Pun | Min | Falli | Falli | Tiri da 2 | Tiri da 2 | Tiri da 2 | Tiri da 3 | Tiri da 3 | Tiri da 3 | Tiri Liberi | Tiri Liberi | Tiri Liberi | Rimbalzi | Rimbalzi | Rimbalzi | Stop | Stop | Palle | Palle | Ass |
| Nome                | G | Pun | Min | C     | S     | R         | T         | %         | R         | T         | %         | R           | T           | %           | O        | D        | T        | D    | S    | P     | R     | Ass |
| ------------------- | - | --- | --- | ----- | ----- | --------- | --------- | --------- | --------- | --------- | --------- | ----------- | ----------- | ----------- | -------- | -------- | -------- | ---- | ---- | ----- | ----- | --- |
| Jazz Johnson        | 4 | 83  | 136 | 10    | 28    | 17        | 31        | 55        | 12        | 39        | 31        | 13          | 17          | 76          | 1        | 6        | 7        | 0    | 2    | 16    | 1     | 13  |
| Andrea Tassinari    | 4 | 57  | 132 | 6     | 15    | 8         | 20        | 40        | 12        | 31        | 39        | 5           | 7           | 71          | 0        | 12       | 12       | 0    | 0    | 6     | 4     | 15  |
| Stefano Masciadri   | 4 | 33  | 101 | 12    | 2     | 9         | 14        | 64        | 5         | 12        | 42        | 0           | 0           | 0           | 5        | 14       | 19       | 1    | 0    | 5     | 1     | 6   |
| Ursulo D'Almeida    | 4 | 27  | 112 | 12    | 13    | 10        | 19        | 53        | 0         | 1         | 0         | 7           | 14          | 50          | 9        | 15       | 24       | 4    | 1    | 5     | 3     | 2   |
| Simon Anumba        | 4 | 26  | 116 | 9     | 8     | 11        | 20        | 55        | 0         | 3         | 0         | 4           | 8           | 50          | 14       | 11       | 25       | 1    | 2    | 3     | 4     | 4   |
| Aristide Landi      | 4 | 26  | 74  | 13    | 11    | 1         | 5         | 20        | 5         | 16        | 31        | 9           | 11          | 82          | 2        | 9        | 11       | 0    | 0    | 6     | 3     | 2   |
| Alessandro Scarponi | 4 | 21  | 84  | 7     | 3     | 5         | 10        | 50        | 3         | 5         | 60        | 2           | 2           | 100         | 0        | 8        | 8        | 0    | 0    | 3     | 3     | 6   |
| Francesco Bedetti   | 4 | 7   | 37  | 2     | 3     | 1         | 2         | 50        | 1         | 4         | 25        | 2           | 4           | 50          | 0        | 0        | 0        | 0    | 0    | 2     | 1     | 2   |
| Elia Morandotti     | 3 | 2   | 6   | 0     | 0     | 1         | 1         | 100       | 0         | 1         | 0         | 0           | 0           | 0           | 0        | 0        | 0        | 0    | 0    | 0     | 0     | 0   |
| Nicolò Baldisserri  | 1 | 0   | 1   | 0     | 0     | 0         | 0         | 0         | 0         | 0         | 0         | 0           | 0           | 0           | 0        | 0        | 0        | 0    | 0    | 0     | 0     | 0   |
| David Sirri         | 1 | 0   | 1   | 0     | 0     | 0         | 0         | 0         | 0         | 0         | 0         | 0           | 0           | 0           | 0        | 0        | 0        | 0    | 0    | 0     | 0     | 0   |

#### Supercoppa LNP
| Nome                | G | Pun | Min | Falli | Falli | Tiri da 2 | Tiri da 2 | Tiri da 2 | Tiri da 3 | Tiri da 3 | Tiri da 3 | Tiri Liberi | Tiri Liberi | Tiri Liberi | Rimbalzi | Rimbalzi | Rimbalzi | Stop | Stop | Palle | Palle | Ass |
| Nome                | G | Pun | Min | C     | S     | R         | T         | %         | R         | T         | %         | R           | T           | %           | O        | D        | T        | D    | S    | P     | R     | Ass |
| ------------------- | - | --- | --- | ----- | ----- | --------- | --------- | --------- | --------- | --------- | --------- | ----------- | ----------- | ----------- | -------- | -------- | -------- | ---- | ---- | ----- | ----- | --- |
| Jazz Johnson        | 3 | 48  | 74  | 10    | 24    | 9         | 19        | 47        | 4         | 18        | 22        | 18          | 22          | 82          | 1        | 6        | 7        | 0    | 0    | 8     | 1     | 4   |
| Derek Ogbeide       | 3 | 37  | 67  | 11    | 12    | 14        | 19        | 74        | 0         | 0         | 0         | 9           | 18          | 50          | 7        | 18       | 25       | 0    | 0    | 3     | 1     | 0   |
| Ursulo D'Almeida    | 3 | 24  | 46  | 8     | 5     | 8         | 13        | 62        | 1         | 1         | 100       | 5           | 6           | 83          | 3        | 8        | 11       | 1    | 0    | 2     | 2     | 2   |
| Davide Meluzzi      | 3 | 24  | 84  | 10    | 3     | 7         | 14        | 50        | 3         | 18        | 17        | 1           | 2           | 50          | 1        | 11       | 12       | 0    | 1    | 4     | 4     | 16  |
| Stefano Masciadri   | 3 | 22  | 65  | 6     | 1     | 5         | 7         | 71        | 4         | 7         | 57        | 0           | 1           | 0           | 0        | 10       | 10       | 0    | 0    | 3     | 4     | 3   |
| Simon Anumba        | 2 | 22  | 55  | 3     | 6     | 2         | 8         | 25        | 5         | 6         | 83        | 3           | 4           | 75          | 8        | 8        | 16       | 0    | 0    | 4     | 0     | 2   |
| Alessandro Scarponi | 3 | 20  | 77  | 4     | 3     | 5         | 10        | 50        | 2         | 10        | 20        | 4           | 4           | 100         | 1        | 7        | 8        | 0    | 0    | 5     | 2     | 3   |
| Francesco Bedetti   | 2 | 18  | 47  | 8     | 2     | 5         | 6         | 83        | 2         | 5         | 40        | 2           | 3           | 67          | 6        | 4        | 10       | 0    | 0    | 2     | 5     | 4   |
| Marco Arrigoni      | 3 | 11  | 60  | 5     | 4     | 4         | 12        | 33        | 0         | 0         | 0         | 3           | 4           | 75          | 1        | 11       | 12       | 0    | 1    | 3     | 2     | 9   |
| Elia Morandotti     | 3 | 2   | 20  | 5     | 2     | 1         | 1         | 100       | 0         | 1         | 0         | 0           | 0           | 0           | 0        | 2        | 2        | 0    | 0    | 4     | 1     | 0   |
| Nicolò Baldisserri  | 1 | 2   | 2   | 0     | 1     | 0         | 0         | 0         | 0         | 1         | 0         | 2           | 2           | 100         | 0        | 0        | 0        | 0    | 0    | 1     | 0     | 1   |
| David Sirri         | 1 | 0   | 3   | 0     | 0     | 0         | 0         | 0         | 0         | 0         | 0         | 0           | 0           | 0           | 1        | 0        | 1        | 0    | 0    | 0     | 0     | 0   |